# Ngoura (département)
Pour les articles homonymes, voir Ngoura (homonymie).
Le département de Ngoura est un des quatre départements composant la province du Hadjer-Lamis au Tchad. Son chef-lieu est Ngoura.

## Subdivisions

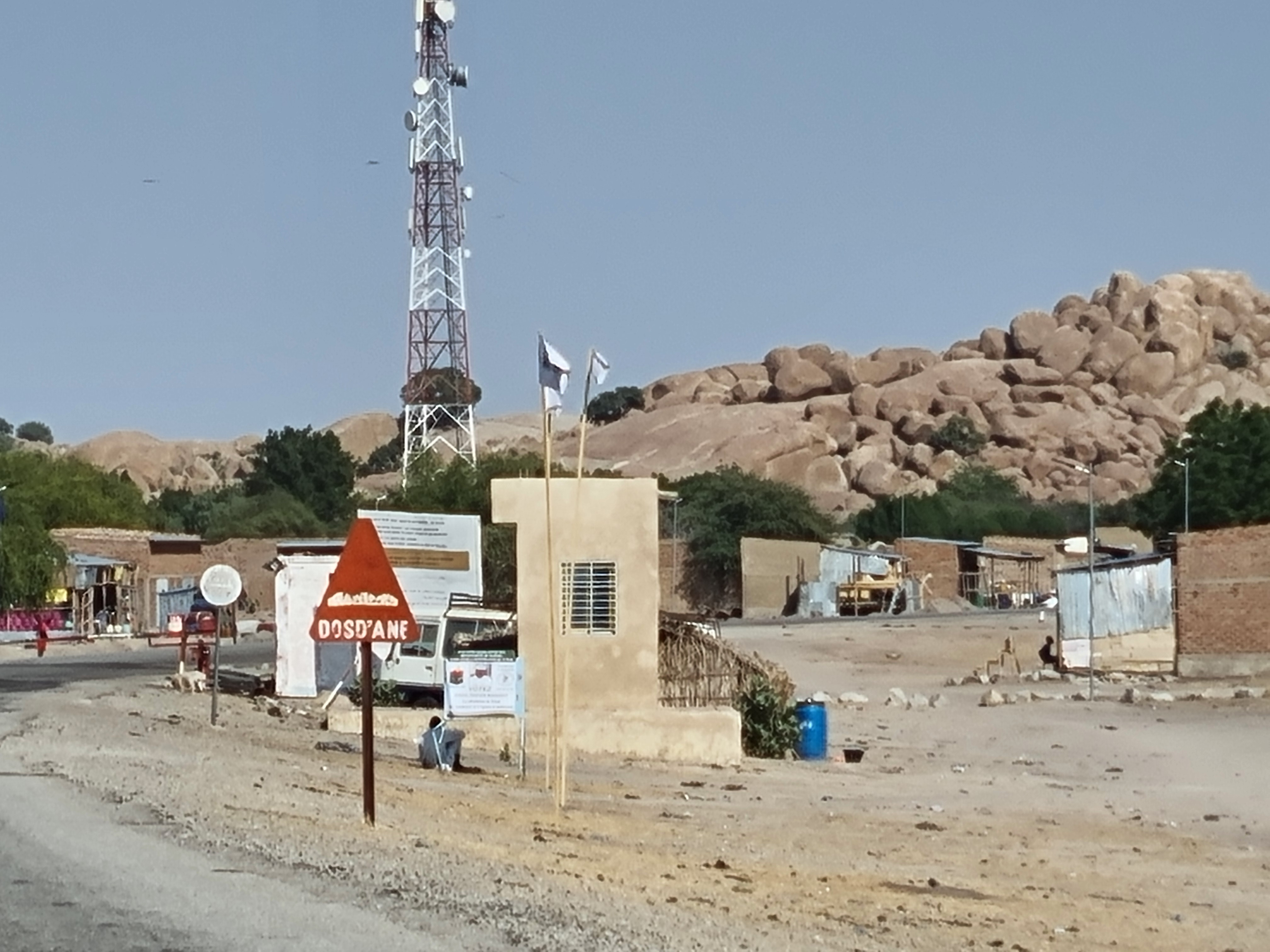
Région du Hadjer Lamis

Le département de Ngoura compte trois sous-préfectures qui ont le statut de communes :
- Ngoura,
- Moïto,
- Karme.

## Histoire
Le département de Ngoura a été créé par l'ordonnance n° 038/PR/2018 portant création des unités administratives et des collectivités autonomes du 10 août 2018.

## Administration
Préfets de Ngoura (depuis 2018)
- nd.